# Priit Pärn
Priit Pärn (Tallinn, 26 agosto 1946) è un animatore, regista cinematografico e sceneggiatore estone.
Divenne noto per i suoi cortometraggi psichedelici, ben accolti da pubblico e critica e vincitori di diversi riconoscimenti.

## Carriera
Priit Pärn nacque da padre ferroviere e madre casalinga. Passò l'infanzia a Tapa. La sua prima caricatura venne pubblicata nel 1964 sul quotidiano Spordilehe.
Pärn lavorava come ecologista vegetale quando ricevette da Rein Raamat la proposta di disegnare i personaggi di un suo progetto d'animazione chiamato Kilplased (1974). Dopo un breve apprendistato nella Joonisfilm, diresse il suo primo corto, Kas maakera on ümmargune? nel 1977.
I successivi corti, come Aeg maha (1984), Eine murul (1987), Hotel E (1992), 1895 (co-diretto da Janno Põldma, 1995) e Night of the Carrots (1998) riscossero numerosi riconoscimenti presso manifestazioni e festival dedicati all'animazione. Lo stile di Pärn è caratterizzato da un certo umorismo nero e da un surrealismo giocoso. Il suo tratto un po' grezzo, che sanciva l'allontanamento sia dai film apertamente seri e moraleggianti di Raamat sia dallo stile disneyano propagato dai registi dello studio Soyuzmultfilm, fu un'influenza per altri registi estoni, quali Ülo Pikkov e Priit Tender, e per prodotti occidentali come le serie di Nickelodeon I Rugrats e AAAHH!!! Real Monsters.
Nel 2002 Pärn ricevette il Lifetime Achievement Award dalla International Animated Film Association. Un premio analogo ci fu nel 2008, consegnato dalla Animafest Zagreb.
Pärn insegna dal 1994 animazione alla Turku University of Applied Sciences a Turku e all'Estonian Academy of Arts.

## Filmografia
- Kas maakera on ümmargune? (1977)
- ...Ja teeb trikke (1978)
- Harjutusi iseseisvaks eluks (1980)
- Kolmnurk (1982)
- Aeg maha (1984)
- Eine murul (1987)
- Kustuta valgus - spot televisivo (1988)
- Hotel E (1992)
- 1895 - co-diretto da Janno Põldma (1995)
- Deliss - spot televisivo (1995)
- Absolut Pärn - spot televisivo (1996)
- Free Action (1996)
- Porgandite öö (1998)
- Karl ja Marilyn (2003)
- Frank ja Wendy (2003–2005)
- Ma kuklas tunnen - co-diretto da O.Marchenko (2007)
- Elu Ilma Gabriella Ferrita (2008)
- Tuukrid Vihmas  - co-diretto da Olga Pärn (2010)